# Werner Schäfer (Boxer)
Werner Schäfer (* 29. Dezember 1952 in Ratingen) ist ein ehemaliger Deutscher Amateur-Boxsport-Meister.

## Biographie
Schäfer wuchs mit drei Schwestern und fünf Brüdern auf. Schäfer und seine Brüder waren begeisterte Boxsportler. Seine Boxkarriere startete Werner Schäfer 1966 im Boxclub Lintorf. 1969 wechselte er zum Boxsportverein TuS Gerresheim, Düsseldorf. Es folgten weitere Vereinszugehörigkeiten von 1971 bis 1973 Ringfrei Mülheim, 1973 bis 1974 Bayer 04 Leverkusen, 1974 bis 2006 Ringfrei Mülheim und seit 2006 Faustkämpfer Mülheim. 
1972 qualifizierte er sich in einem Stichkampf gegen René Weller für die Olympischen Spiele in München, schied dort aber in der ersten Runde aus. Weitere Olympiateilnahmen gelangen ihm nicht, obwohl er sowohl 1976 als auch 1980 zum Olympiakader gehörte. Schäfer gewann zwischen 1971 und 1982 sieben Deutsche Meistertitel.
Insgesamt bestritt Schäfer 648 Boxkämpfe, davon 90 internationale. Heute ist er A-Lizenz-Trainer und internationaler Kampfrichter. Neben dem Boxsport ist er auch als Betreuer im Behindertensport tätig. Der städtische Angestellte lebt zusammen mit seiner Lebensgefährtin in Mülheim an der Ruhr und hat zwei Kinder aus erster Ehe.

## Sportliche Erfolge
Seine sportlichen Erfolge waren:
- 1970 (Marl) Deutscher Juniorenmeister im Fliegengewicht (bis 51 kg)
- 1971 (Kiel) Deutscher Meister im Bantamgewicht (bis 54 kg)
- 1972 (München) Olympiateilnehmer im Bantamgewicht
- 1973 (Köln) Deutscher Meister im Bantamgewicht
- 1974 (Kuba/Havanna) Weltmeisterschaftsteilnehmer (Amateure) im Bantamgewicht
- 1975 (Polen/Kattowitz) Europameisterschaftsteilnehmer (Amateure) im Bantamgewicht
- 1976 (Duisburg) Deutscher Vize-Meister im Leichtgewicht (bis 60 kg)
- 1976 Berufung in den Olympiakader für Montreal/Kanada (Verletzungsbedingt keine Olympiateilnahme)
- 1977 (Münster) Deutscher Meister im Federgewicht (bis 57 kg)
- 1978 (Belgrad/Jugosl.) Weltmeisterschaftsteilnehmer (Amateure) im Bantamgewicht
- 1979 (Köln) Deutscher Meister im Leichtgewicht
- 1979 (Köln) Europameisterschaftsteilnehmer im Halbweltergewicht (bis 63,5 kg)
- 1980 Berufung in den Olympiakader für Moskau (Keine Olympiateilnahme wegen internat. Boykott der Olympischen Spiele in Moskau, damals UdSSR)
- 1980 (Schrießheim) Deutscher Meister im Halbweltergewicht
- 1982 (München) Deutscher Meister im Leichtgewicht
- 1982 (München) Weltmeisterschaftsteilnehmer (Amateure) im Leichtgewicht